# Jean-Claude Olry
Jean-Claude Olry (n. 28 decembrie 1949, Boves, Piemont, Italia) este un caiacist ce a reprezentat Franța, medaliat olimpic. A participat la o ediție a Jocurilor Olimpice (1972) în care a câștigat o medalie de bronz.

## Participări
Lista de mai jos prezintă principalele competiții la care a participat Jean-Claude Olry de-a lungul carierei.
- canoeing at the 1972 Summer Olympics – men's slalom C-2[*]